# Jan Breydel

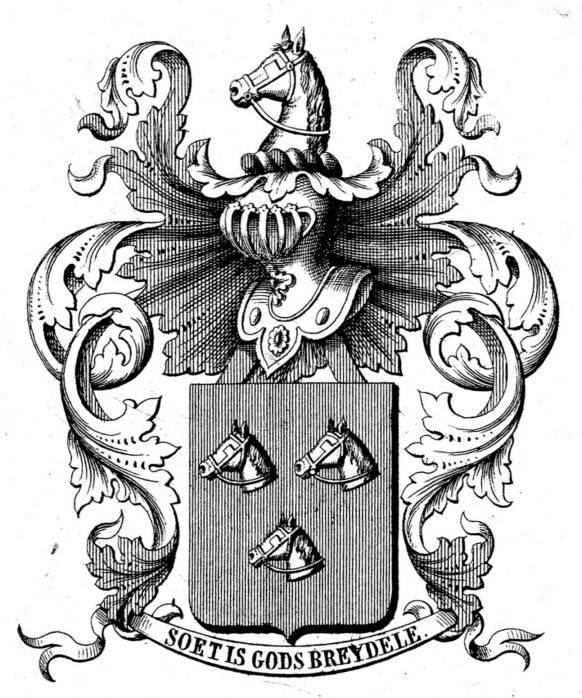
armoiries de Famille Breydel; 3 chevaux

Jan Breydel est un révolutionnaire du XIVe siècle à Bruges, doyen de la corporation des bouchers et représentant des corporations d’artisans. En ayant combattu aux côtés de Pieter de Coninck, doyen des tisserands, il symbolise la lutte de la bourgeoisie et des communes du Moyen Âge contre la noblesse pour la liberté, notamment au cours du soulèvement contre la domination française de Philippe le Bel.

## Biographie et origines familiales
Jan Breydel descend d'une ancienne famille de commerçants et notables brugeois, qui possédaient une forte influence sur leurs pairs et vivaient dans une certaine opulence. Il a mené, avec l'aide de Pieter de Coninck, les bourgeois brugeois, ou Klauwaerts, durant les révoltes contre le roi Philippe IV le Bel lors de la guerre de Flandre (1297-1305), notamment pendant les matines de Bruges et la bataille de Courtrai (1302), aussi connue sous le nom de bataille des Éperons d'Or.

## Combats

### Prise du château de la Male
Le 1er mai 1302, Jan Breydel a conduit une attaque contre le château de Male et réussit à prendre celui-ci avec 700 Brugeois. Cette prise permit une négociation entre les bourgeois brugeois, dont Jan Breydel, et les envoyés du roi de France. Elles aboutirent à la permission de départ des habitants de Bruges et la protection des bâtiments de la ville. Jan Breydel créa un leurre avec des ballots de paille enflammés pour faire croire aux Français que les habitants avaient abandonné la ville, censée être en feu.
En fait, il profite de cette diversion pour réunir, avec l'aide de Pieter de Coninck, les notables des autres villes du comté de Flandre et pour organiser les événements des jours suivants. Dans le même temps, les Français, dont un groupe de soldats aux ordres de Jacques Ier de Châtillon, le gouverneur nommé par Philippe IV le Bel, entrent dans la ville de Bruges. Ils s'installent dans les logements laissé libres par les Brugeois, ou même dans ceux qui sont encore partiellement occupés, ce qui ne faisait pas partie de l'accord négocié entre les différentes parties

### Les mâtines de Bruges
Les mâtines de Bruges se sont déroulées le 18 mai 1302, elles tirent leur nom des Vêpres siciliennes. C'est en fait le massacre des Leliaerts, les partisans du roi de France Philippe IV le Bel (nommés ainsi en référence aux fleurs de lys du blason de celui-ci) par les Klauwaerts (qui tirent leur nom des griffes du léopard héraldique sur le blason des comtes de Flandres). On estime le nombre de morts du côté français à environ un millier, parmi les chevaliers en garnison dans la ville et les échevins. Les milices flamandes posaient à chaque notable ou chevalier une question : « Des gilden vriend ? » (« Ami des guildes ? »). Ceux qui arrivaient à répondre « Schild en vriend » (« Bouclier et ami »), un mot de passe convenu par les Klauwaerts, avaient la vie sauve. Le premier mot était particulièrement difficile à prononcer pour quelqu'un qui n'était pas natif du comté, les Klauwaerts identifiaient ainsi leurs ennemis. Jan Breydel faisait partie de ceux qui menaient les opérations, de nouveau avec Pieter de Coninck.
Ce massacre s'est fait en réponse à la nomination par Philippe IV le Bel, de Jacques Ier de Châtillon comme gouverneur du comté de Flandre. En effet, Gui de Dampierre, comte de Flandre de l'époque, avait été emprisonné par le roi de France à cause de la promesse de mariage entre Philippine (ou Philippa), sa fille, et Édouard Ier, le roi anglais de l'époque. Le comte de Flandre étant un vassal du roi de France, ce dernier ne voyait pas cette union qui renforçait les liens commerciaux entre les deux parties d'un bon œil. Le mariage n'aboutira jamais, mais les tensions resteront fortes, malgré la libération du comte de Flandre. En plus de l'affront fait au comte, le roi Philippe IV le Bel faisait peser de très lourds impôts sur les villes du comté de Flandre, ce qui n'était pas pour plaire aux bourgeois de celles-ci.

### La bataille des Éperons d'Or
D'après la comptabilité de la ville de Bruges, Jan Breydel était présent les 8, 9 et 10 juillet 1302 à Courtrai, où il fournissait de la viande de porc aux troupes avec d'autres bouchers. C'est à partir de celle-ci qu'on considère qu'il a effectivement combattu le 11 juillet, lors de la bataille des Éperons d'Or.
La bataille de Courtrai (1302) oppose l'ost de chevalerie du roi Philippe IV le Bel aux populations flamandes, principalement artisans et fermiers. La victoire ira aux Flamands, pourtant nettement moins nombreux, mais qui ont favorisé la stratégie. En effet, ils avaient creusé sur les plaines de Courtrai de nombreux fossés, dans lesquels les chevaliers français sont tombés. Il ne restait alors plus aux Flamands qu'à achever leurs ennemis pris au piège.
Cette bataille doit son nom aux 700 éperons d'or récupérés par les milices flamandes sur leurs ennemis vaincus. Quelques-uns de ces éperons rendus par la France sont conservés dans l'église Notre-Dame de Courtrai. Les Français les avaient récupérés en 1382 après la bataille de Westrozebeke.

### Après la guerre de Flandre
Après la guerre de Flandre (1297-1305), on conserve encore quelques faits concernant Jan Breydel.
Avec un groupe de partisans, en 1308, il aide son frère d'armes Willem van Saeftinghe qui a combattu avec lui à la bataille des Éperons d'Or, à échapper à ses ennemis qui l'assiégeait dans l'église de Lissewege.
En 1309, il mène avec Pieter de Coninck et Jan Heem (nl) une révolte contre les conséquences désavantageuses du traité d'Athis (1305). La même année, il assassine impunément le représentant du comte de Flandre. Après cette date, on perd toute trace de lui.

## Traces actuelles

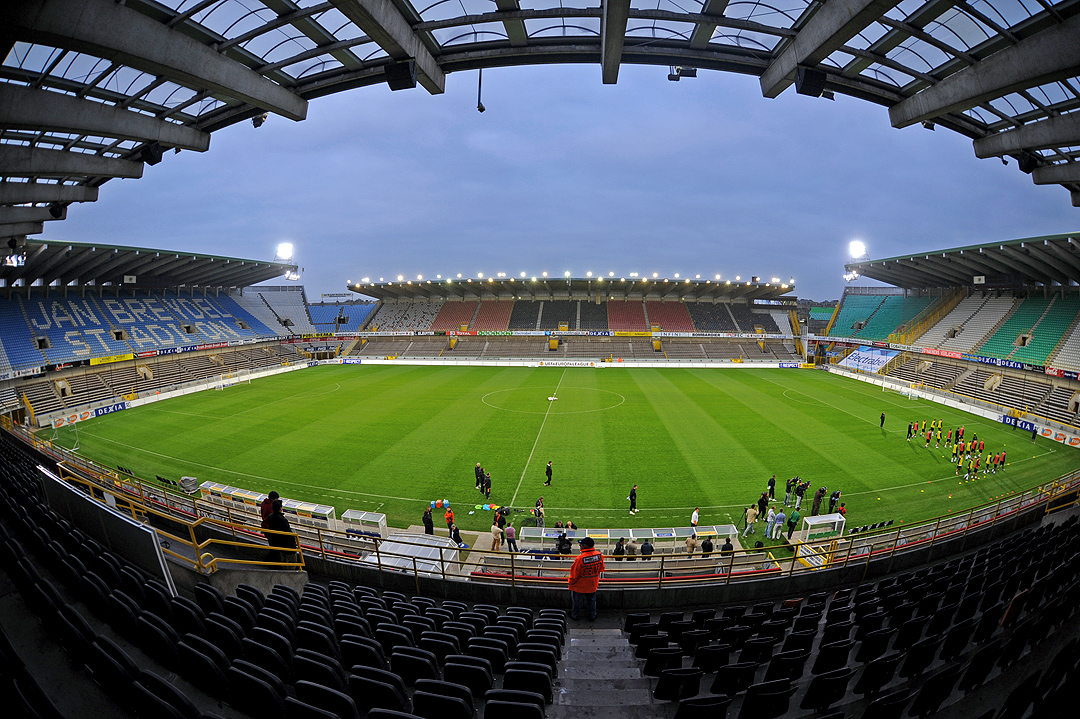
Stade Jan Breydel de Bruges

- Le stade où évoluent les équipes de football du Cercle Brugeois et du FC Bruges porte le nom de « Stade Jan Breydel ».
- Jan Breydel et Pieter de Coninck ont une statue sur la Grand-Place de Bruges. Elle fut érigée en 1887.
- Jan Breydel joue un rôle important dans le roman Le Lion des Flandres d'Hendrik Conscience et dans la version en bande dessinée de Bob De Moor.

## Sources
- Raoul van Caenegem (éd.) e.a, 1302 Le désastre de Courtrai. Mythes et réalité de la bataille des Éperons d'or, Fonds Mercator, 2002.
- Georges-Henri Dumont, Histoire de Belgique, Hachette, 1977